# Olof Arborelius
Olof Per Ulrik Arborelius (Orsa, 4 novembre 1842 – Stoccolma, 2 giugno 1915) è stato un pittore svedese.

## Biografia

Paesaggio lacustre dipinto ad Engelsberg (comune di Fagersta, Västmanland, Svezia)

Nacque a Orsa, nella contea di Dalarna, nel 1842 dal sacerdote Olof Ulric Arborelius e Charlotta Dorotea Friman.
Nel 1860 si iscrisse alla Reale Accademia delle Belle Arti di Stoccolma, consigliato dal pittore Johan Fredrik Höckert, e nel 1868, dopo i sette anni di laurea, lavorò nell'atelier del paesaggista Johan Edvard Bergh. Nello stesso anno vinse una borsa di studio che gli permise di viaggiare in Europa: dal 1869 al 1872 visitò quindi Düsseldorf, Parigi, Monaco di Baviera e Roma. Durante il suo soggiorno romano si arruolò nella Guardia Civica ed entrò a far parte dell'Accademia dei Virtuosi al Pantheon.
Durante questo periodo si dilettò a dipingere le campagne romane, antichi reperti archeologici, vedute e monumenti vari e castelli romani. Il suo stile pittorico, paragonabile a quello del conterraneo Carl Larsson, si inserisce nel filone romantico naturale, differenziandosi per i colori più brillanti rispetto a quelli tipici del suo periodo.
Nel 1872, finita la borsa di studio, rientrò a Stoccolma e insegnò all'Istituto Reale di Tecnologia e, dal 1902, alla Reale Accademia delle Belle Arti. Sposato con Hedvig Maria Arborelius (sua cugina), ebbe due figli, Karl Rudolf Teodor ed Erik Thorwald; morì a Stoccolma nel 1915.